# Exolontha bhutanensis
Exolontha bhutanensis är en skalbaggsart som beskrevs av Frey 1975. Exolontha bhutanensis ingår i släktet Exolontha och familjen Melolonthidae. Inga underarter finns listade i Catalogue of Life.